# BB 1320
Les BB 1320 sont quatre anciennes locomotives électriques du Paris-Orléans. À la création de la SNCF, elles sont classées comme machines de manœuvre.

## Caractéristiques et carrière

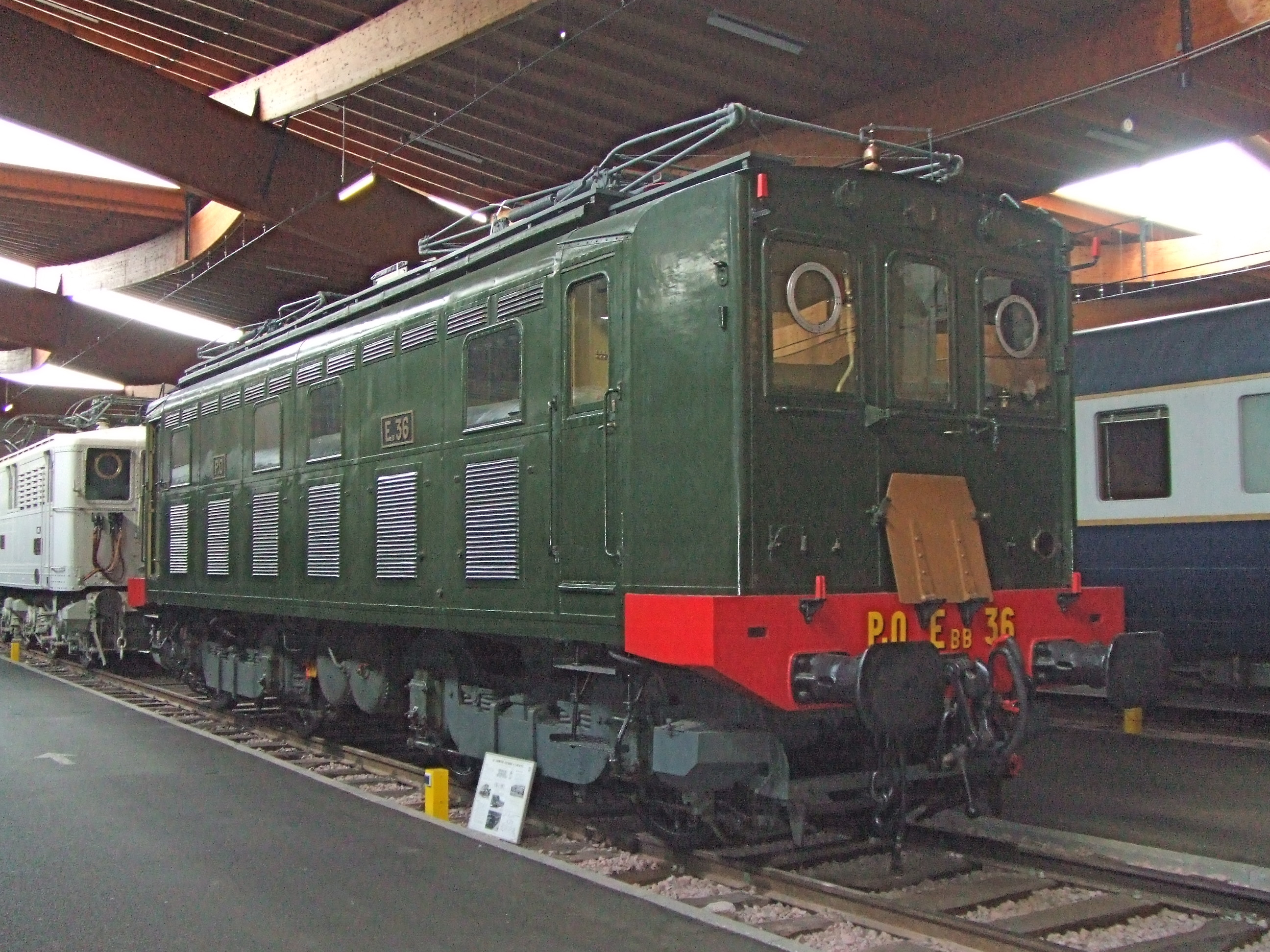
La BB 36, extérieurement semblable aux BB 1320.

En 1922, le PO commande 200 locomotives électriques (courant continu 1 500 V) de type BB pour assurer un service mixte sur l'axe Paris-Vierzon, en cours d'électrification. Réparties en plusieurs séries, leur aspect extérieur est assez semblable à celui des BB 1-80, les plus connues. Quatre d'entre elles, numérotées E 221 à 224, livrées en 1926-1927, ont une partie mécanique construite par la SACM et des équipements électriques fournis par les CEF, avec notamment quatre moteurs Dick-Kerr (en) DK 87 F. Elles sont rapidement limitées à 65 km/h au lieu des 90 km/h escomptés.
Leur comportement décevant en ligne provoque leur déclassement au service de manœuvre à la création de la SNCF, d'abord au triage de Juvisy, puis à ceux de Brétigny, Paris-Ivry et Vierzon ; leur équipement électrique est bien adapté au fonctionnement à allure très réduite. Elles sont pour l'occasion adaptées à la marche en unités multiples (UM).
Après la guerre, elles sont regroupées à Paris-Ivry, puis elles travaillent sur les buttes des triages de Juvisy et Brétigny. Elles sont renumérotées BB 1321 à 1324 en 1950.
Au début des années 1960, elles perdent la possibilité de fonctionner en UM et sont mutées à Bordeaux pour prendre en charge les manœuvres en gare et la formation des rames de voyageurs. En 1967, elles rejoignent le dépôt de Montrouge où elles assurent, à Paris-Montparnasse, les mêmes services qu'à Bordeaux. La BB 1322 est radiée en 1973, les trois autres en 1975.